# Mount Gerdel
Mount Gerdel ist ein 2520 m hoher Berg im westantarktischen Marie-Byrd-Land. Er ragt im Königin-Maud-Gebirge an der Südflanke des Albanus-Gletschers in einer Entfernung von 3 km südöstlich des Mount Andrews auf.
Der United States Geological Survey kartierte ihn anhand eigener Vermessungen und mithilfe von Luftaufnahmen der United States Navy zwischen 1960 und 1963. Das Advisory Committee on Antarctic Names benannte ihn 1967 nach Leutnant David Holland Gerdel (1938–2010) von der United States Navy, der zur Besetzung der Byrd-Station im antarktischen Winter 1965 gehörte.